# 1748 aux échecs
| Années des échecs : 1745 - 1746 - 1747 - 1748 - 1749 - 1750 - 1751    |
| Décennies des échecs : 1710 - 1720 - 1730 - 1740 - 1750 - 1760 - 1770 |

Cet article présente les faits marquants de l'année 1748 aux échecs.

## Événements majeurs
Vers 1740, les amateurs d’échecs quittent le Café Procope, place de l’Ancienne-Comédie, pour le Café de la Régence, place du Théâtre-Français. Ce café deviendra une place mondialement connue du jeu d’échecs. Le romancier Alain-René Le Sage fait partie des premiers joueurs.

## Naissances
- James Humphreys, qui publiera le premier livre américain uniquement consacré aux échecs.